# Мстительный орёл (фильм, 1978)
«Мстительный орёл» (кит. 冷血十三鷹, англ. The Avenging Eagle, букв. 13 хладнокровных орлов) — гонконгский фильм режиссёра Сюнь Чун, вышедший в 1978 году.

## Сюжет
Главный орёл Ют Сайхун воспитывает сирот, чтобы иметь свою собственную армию убийц. Один из воспитанников Сайхуна — Чхик Минсин. Минсин вскоре становится одним из главных убийц в своём клане. Тем не менее, после одного особенно жёсткого ограбления, Минсин начинает думать, что ведёт преступную жизнь. Дело усложняется, когда его берёт к себе и вылечивает ранения, полученные в бою, одна семья. Минсин осознаёт, что есть альтернатива жизни убийцы. Он начинает понимать, что может жить без насилия с женой и семьёй, если он того захочет.
Находясь в бегах, Минсин встречает незнакомца. Этот незнакомец по имени Чёк Ятфань носит скрытые под запястья ножи, а также одержим поисками своих врагов, убивших его семью. Новый друг вызывает подозрения у Минсина даже когда Ятфань не раздумывая помогает Минсину убить членов Орлиного клана, преследующих беглеца за уход из клана.
Не зная, что Ятфань — член семьи, которую Минсин и другие орлы ограбили и убили, Минсин однажды вечером рассказывает новому другу о своих злодеяниях. Минсин не скрывает, что дал клятву изменить свой путь после того случая, убив главу своего бывшего клана и остальных бандитов. Он также говорит, что ищет мужа женщины, которую убил, поэтому он может умереть от рук того мужа, таким образом искупив свои преступления.
Ятфань решает отправиться с Минсином в Орлиный клан, но главный орёл Сайхун узнаёт Ятфаня и не скрывает свои истинные намерения по поводу Минсина. Когда Минсин спрашивает Ятфаня, почему он не мстит за жену, Ятфань объясняет, что он хотел лишь узнать всю правду, и что он и Минсин должны вместе уничтожить общего врага, Сайхуна.
После попытки Сайхуна манипулировать двумя мстителями, чтобы натравить их друг на друга, оба героя решают отложить в сторону свои разногласия ради прекращения власти Орлиного клана. После победы над Сайхуном Минсин говорит Ятфаню, что готов принять наказание, но Ятфань, в свою очередь, сообщает, что все его враги мертвы, и начинает уходить. Минсин нападает на Ятфаня, чтобы заставить его завершить свою месть. Минсин также уверяет Ятфаня, что если он не покончит с местью сейчас, то душа его беременной жены и нерадившегося ребёнка не смогут жить в мире.
В финальной сцене показано, как Ятфань смотрит на место захоронения своей семьи, а новое надгробие содержит надпись об останках Минсина.

## В ролях
| Актёр        | Роль                    |
| ------------ | ----------------------- |
| Ти Лун       | Чёрный Орёл Чхик Минсин |
| Александр Фу | Двойной Меч Чёк Ятфань  |
| Ку Фэн       | Ют Сайхун               |
| Джонни Ван   | Хищный Орёл Им Лам      |
| Брюс Тхон    | Сань Чхун               |
| Дик Вэй      | Тик Чикён               |
| Лам Файвон   | Тан Хин                 |
| Вон Пхуйкэй  | Фон Фай                 |
| Эдди Коу     | Синий Орёл Ю Тхан       |
| Джейми Лук   | Орёл Линь Киньмин       |
| Ян Чжицин    | Сима Сун                |
| Оуян Шафэй   | жена Сима Суна          |
| Яу Чхёйлин   | вторая дочь Сима Суна   |
| Питер Чань   | Парящий Орёл Ван Таосан |
| Чхёй Фат     | Орёл                    |
| Чён Куоква   | Орёл Фань Люнь          |
| Остин Вай    | Старый Орёл Чхоу Коусин |
| Юнь Пань     | Орёл Яу Кхюньхун        |

Приглашённые звёзды
| Актёр       | Роль                   |
| ----------- | ---------------------- |
| Ши Сы       | Сиу Фун                |
| Дженни Цзэн | Сима Юккам             |
| Ю Вин       | Вон Онь                |
| Тан Цзя     | Золотое Копьё Тхау Пиу |

## Съёмочная группа
- Компания: Shaw Brothers
- Продюсер: Шао Жэньлэн
- Режиссёр: Сюнь Чун[кит.]
- Сценарист: Ни Куан[кит.]
- Ассистент режиссёра: Мань Мань
- Постановка боевых сцен: Тан Цзя[кит.], Вон Пхуйкэй
- Художник: Чань Кинсам
- Монтажёр: Цзян Синлун, Ю Сиуфун
- Грим: У Сюйцин
- Дизайнер по костюмам: Лю Цзию, Хун Кхюньхой
- Композитор: Фрэнки Чань[кит.]
- Оператор: Лам Найчхой[англ.]

## Награды
16-й Тайбэйский кинофестиваль Golden Horse (1979)
Номинация:
- Лучший художественный фильм

Премия в категории:
- Лучший монтаж — Цзян Синлун